# Miantochora cassualalla
Miantochora cassualalla är en fjärilsart som beskrevs av Bethune-Baker 1913. Miantochora cassualalla ingår i släktet Miantochora och familjen mätare. Inga underarter finns listade i Catalogue of Life.